# Rino Pucci
Rino Pucci (Chiesina Uzzanese, 29 gennaio 1922 – Milano, 10 dicembre 1986) è stato un pistard italiano.
Fu vicecampione olimpico nell'inseguimento a squadre ai Giochi di Londra 1948.

## Piazzamenti

### Competizioni mondiali
- Giochi olimpici

Londra 1948 - Inseguimento a squadre: 2º